# 江ノ電バス横浜営業所
江ノ電バス横浜営業所（えのでんバスよこはまえいぎょうしょ）は、神奈川県横浜市港南区上大岡西にある江ノ電バスの営業所。
横浜市港南区・磯子区が主な営業エリアで、同市栄区や鎌倉市へ乗り入れる路線もある。横浜営業所担当路線のほとんどが横浜市営バスの運行区間と重なっていたこともあって、横浜市営バスの均一料金220円を採用する路線がほとんどであるが、船05、A21系統の港南車庫入口 - 日野公園墓地入口 - 上大岡駅前間をのぞき、区間制が採られている。

## 沿革
- 1956年（昭和31年）：江ノ島鎌倉観光自動車部のバス営業所として弘明寺バス停付近の横浜市南区通り町103番地に開設。
- 1957年（昭和32年）：関ノ上バス停付近の横浜市南区上大岡町645番地（現：港南区上大岡西3丁目2番21号）に移転。旧営業所を弘明寺案内所とする。
- 1969年（昭和44年）：栗木バス停付近に横浜営業所栗木車庫を開設。
- 1975年（昭和50年）：鎌倉営業所に統合され鎌倉営業所横浜支所となる。
- 1980年（昭和55年）：鎌倉営業所横浜支所から分離し、再び横浜営業所となる。
- 1992年（平成4年）：栗木車庫を廃止。
- 2007年（平成19年）
  - 3月18日：PASMOサービスインと同時に管内でPASMO稼動開始。
  - 12月1日：株式会社江ノ電バス横浜発足。江ノ島電鉄から路線移管を受け、当所は江ノ電バス横浜の横浜営業所となる。
- 2008年（平成20年）7月27日：磯子駅 - 上大岡駅間の屏風ヶ浦線廃止。
- 2019年（平成31年/令和元年）
  - 4月1日：江ノ電バス横浜が合併により江ノ電バスとなり、同社の営業所となる。
  - 12月1日：一般路線バスに系統番号を導入[1]。
  - 12月16日：栗木線の横浜駅発着便を廃止[2]。

## 現行路線
横浜市南部の丘陵地帯に建設された団地・住宅地へ向かう路線が多い。近年はこれまでバスが入れなかった狭隘路を通るミニバス路線が運行されている。各路線の系統番号は2019年（令和元年）12月1日に導入された。
乗降方式は「前乗り中降り・運賃先払い」で均一運賃区域内を運行する路線が多いが、大船・鎌倉方面への路線は対キロ制運賃となる区間があるため、行先申告方式（信用乗車方式）となっている。

### 上大岡- 大船 - 鎌倉線
| 系統 | 運行区間 |
| ---- | --- |
| 船05 | 上大岡駅 - 日野公園墓地入口 - 清水橋 - 港南車庫入口 - 天神橋 - 平島 - 笠間十字路 - 大船駅                                           |
| A21  | 上大岡駅 - 日野公園墓地入口 - 清水橋 - 港南車庫入口 - 天神橋 - 平島 - 笠間十字路 - 大船駅 - 常楽寺 - 北鎌倉 - 鎌倉八幡宮前 - 鎌倉駅 |

船05系統（横浜線）はA21系統（上大岡 - 鎌倉線）の上大岡駅側の区間便にあたる。鎌倉営業所との共管であるが、横浜営業所担当便の比率が高い。ほとんどの区間で鎌倉街道を走行する。A21系統（上大岡 - 鎌倉線）は、1日数本のみ運行。（かつては1時間に1～2本で運行されていた。）運行のない時間帯は上大岡駅 - 大船駅間の各路線（神奈川中央交通運行便を含む、後述）や、大船駅 - 鎌倉駅線の運行によって補完している。正月ダイヤ時は鎌倉駅周辺の交通規制に合わせてSA9系統鎌倉八幡宮前までの運行となる。
上大岡駅 - 大船駅間は、神奈川中央交通横浜営業所が運行する船05・船20系統と同一区間を運行するが、共通定期券・回数券の取り扱いはない。バス停の時刻表も1枚にまとめて掲示されておらず、江ノ電バスと神奈川中央交通の時刻表が個別に掲示されている。両社合わせて毎時6本程度の運行である。
嘗ては大船駅 - 天神橋の区間運転も存在していたが、現在では栄警察署前行きとなり、鎌倉営業所の担当となっている。

### 氷取沢線・栗木線
| 系統 | 運行区間                                                                                              | 備考                       |
| ---- | --- | -------------------------- |
| A3   | 上大岡駅 → 関の上 → 打越 → 栗木 → 随縁寺前 → 磯子台団地 → 随縁寺前 → 栗木 → 打越 → 関の上 →上大岡駅   | 磯子台団地循環             |
| A31  | 打越 → 関の上 → 上大岡駅                                                                              |                            |
| A32  | 上大岡駅 - 関の上 - 打越 - 栗木                                                                       |                            |
| A4   | 上大岡駅 → 関の上 → 打越 → 栗木 → 随縁寺前 → 磯子台団地 → 上中里団地 → 栗木 → 打越 → 関の上 →上大岡駅 | 磯子台団地・上中里団地循環 |
| S3   | 磯子台団地 → 随縁寺前 → 栗木 → 打越 → 屏風ヶ浦駅 → 磯子駅                                             |                            |

上大岡駅から笹下釜利谷道路を南下して、磯子区南部にある磯子台団地・上中里団地へ向かう路線。ほとんどの便が循環で上大岡駅発着となるが、注釈に記したとおり夜間は上大岡駅に戻らず磯子台団地・上中里団地周辺のバス停で終点となる便が存在する。磯子駅発着の路線は、磯子台団地を始発とする磯子駅行きを朝の1本のみ運行する。打越 → 磯子工業高校前は廃止された屏風ヶ浦線の経路となる。路線名は磯子区内の氷取沢町に由来。
栗木線（A32系統）には横浜駅発着便が存在していたが、2019年（令和元年）12月16日に廃止された（詳細は#廃止路線を参照）。

### 上大岡 - 関の上 - 洋光台線・洋光台 → 吉原 → 上大岡線
| 系統 | 運行区間                                       |
| ---- | ---------------------------------------------- |
| A1   | 上大岡駅 - 関の上 - 打越 - 西公園前 - 洋光台駅 |
| A12  | 関の上 - 打越 - 西公園前 - 洋光台駅            |
| A15  | 洋光台駅 → 日野公園墓地入口 → 上大岡駅         |

上大岡駅と洋光台駅を結ぶ路線。日野公園墓地入口経由便については洋光台駅休日8:36発1便のみ運行されており、復路の運行はない。以前は復路便もあったが、乗降客の減少に伴い2008年7月27日をもって廃止された。また、この路線は上大岡駅から洋光台駅・日野団地入口・洋光台第三小学校前を経由して上大岡駅へ戻る循環路線だった（逆回り便もあった）が、2008年7月27日に行われた路線再編により全便が西公園経由洋光台駅行きとなり、洋光台五丁目・日野団地入口・洋光台第三小学校前を経由する路線は廃止された。しかし、同区間を横浜市営バスが併走する。

### 上大岡 - 桜道 - 洋光台線・上大岡 - プラウドシーズン - 洋光台線
| 系統 | 運行区間                                                            |
| ---- | ------------------------------------------------------------------- |
| D1   | 上大岡駅 - 桜道坂上 - 雑色 - 長谷川団地 - 西公園前 - 洋光台駅       |
| D10  | 上大岡駅 - 桜道坂上 - 雑色 - プラウドシーズン - 西公園前 - 洋光台駅 |
| D12  | 洋光台駅 → 西公園前 → 長谷川団地 → 雑色                             |
| D13  | 上大岡駅 - 桜道坂上 - 雑色                                          |
| D2   | 洋光台駅 - 西公園前 - プラウドシーズン                              |
| D21  | プラウドシーズン → 長谷川団地 → 雑色 → 桜道坂上 → 上大岡駅          |

1時間に約3本を運行する。
上記の洋光台線と同様、上大岡駅と洋光台駅を結ぶ路線だが、こちらは狭隘道路が多い住宅地を通り抜ける。そのため、ミニバスのポンチョで運行され、常に無線を使用して運転士同士が現在位置を伝え、すれ違いを行っている。（無線を使用しているのは、洋光台 - 三井団地 - 磯子線も同様。）夕方には乗客の多い桜道坂上周辺の輸送力増強のために上大岡駅から雑色までの区間便が運行、雑色到着後は道路を直進し笹下釜利谷道路経由で上大岡駅あるいは車庫へ回送される。この回送ルートは4月の桜まつり開催時に関の下 - 桜道坂上 - 雑色間が通行出来ない際の代替ルートとしても使用される。夜間の洋光台駅発雑色行きは出入庫便であり、雑色では専用のバス停で客を降ろしてから交差点を右折、笹下釜利谷道路経由で回送する。
2024年3月16日より、同年4月施行の「自動車運転者の労働時間等の改善のための基準」による乗務員不足に対応するため、D10系統上大岡駅 - プラウドシーズン - 洋光台駅を、D1系統に、D2系統、D21系統の区間を取り込み、少ない本数でまかなうことができるようにした。しかし、このD10系統は、平日3本、休日5本とそう多くはない。

### 栗木 - 洋光台線
| 系統 | 運行区間                             |
| ---- | ------------------------------------ |
| D3   | 栗木 → 洋光台第一小学校前 → 洋光台駅 |

平日朝、洋光台駅方面1本のみ運行。
この系統は、ポンチョでの運行で、この系統を担うバスは、営業所をでたあと、回送扱いで、栗木停留所（対向車線）を通過して、栗木交差点を左折・環状3号線へ入り、すぐの信号を右折し、JR根岸線の高架下の信号を左折して、始発停留所となる栗木へと入る。このUターンは、横浜市営バス10系統の区間の一部を使用する。
なお、京浜急行バスは、同区間を洋1系統金沢文庫駅西口発と洋2系統磯子台団地発であわせて1時間に1〜3本を運行していて、同じく洋光台第一小学校前を経由して、洋光台駅へ向かう便が設定されている。ちなみに、京浜急行バスは、栗木を栗木町と名乗っている。そのため、2社共同使用のバス停ポールには、栗木町と表記されているものの、江ノ電バスは、栗木停留所と呼ぶ。

### 洋光台 - 三井団地 - 磯子線
| 系統 | 運行区間                                                    |
| ---- | ----------------------------------------------------------- |
| D4   | 洋光台駅 - 温室前 - 松之内 - 三井団地 - 屏風ヶ浦駅 - 磯子駅 |
| D45  | 松之内 - 三井団地 - 屏風ヶ浦駅 - 磯子駅                     |
| D46  | 洋光台駅 - 温室前 - 松之内 - 三井団地 - 正門前              |

洋光台と磯子を結ぶ路線で、走行区間の大半が狭隘道路の多い住宅地を通り抜け、比較的鉄道駅へ距離のある地区を結ぶ路線である為、終日利用者は多く、コミュニティバス的な性質も持っている。なお、ミニバスのポンチョで運行される。D45、D46系統は、出入庫便で、朝夜などに区間便で運行される。過去には、D41系統の洋光台駅から温室前の便も存在したが、車庫へ戻る際、正門前停留所の近くを通るため、三井団地方面へ向かう客を扱えるよう、延長運転を開始した。

## 廃止路線
- Y3系統（栗木線）：横浜駅 - 野毛大通り - 日ノ出町駅前 - 吉野町駅前 - 弘明寺 - 上大岡駅 - 関の上 - 打越 - 栗木
  - 栗木線のうち、横浜駅発着便が2019年（令和元年）12月16日に廃止された[2]。上大岡駅 - 栗木間の区間便（A32系統）は存続している。横浜駅発着便は廃止直前の時点では1時間に1本程度の運行で、鎌倉営業所と共同で運行していた横浜駅 - 大船駅線よりも本数が多かった。打越・栗木方面には他に横浜市中心部に至るバス路線が沿線に存在せず、所要時間が長くなるが乗り換えずに直通できるメリットがあった。また、高島町 - 野毛大通り間の経路については往復で異なっていた。横浜駅発の便は横浜市営バス・神奈川中央交通・京浜急行バスの3者が運行する他路線とは異なり、国道16号と並走する新横浜通り経由となっていたのに対し、栗木発の便は国道16号を経由し前述3者が運行する他路線の横浜駅行きと同一経路で運行した。往復ともに桜木町駅バスターミナルには乗り入れず、同駅へは野毛大通り停留所が最寄りとなっていた。これは横浜駅 - 大船駅線も同様であった。
- 屏風ヶ浦線：磯子駅 - 屏風ヶ浦駅 - 打越 - 上大岡駅
  - 磯子駅と上大岡駅の間を屏風ヶ浦駅、打越を経由して結んだ路線。かつての横浜市営バス69系統の磯子駅側と同じ経路で、同系統の廃止後も運行を続けていたが、2008年7月27日の路線再編で廃止となった。現在では廃止区間のうち磯子駅 - 磯子工業高校前間を三井団地線（D4、D45）が運行し、磯子台団地始発栗木経由磯子駅行き（S3）の1日朝の片方向1便が、打越 - 磯子駅を運行しているほか、磯子駅と上大岡駅を結ぶ路線としては、横浜市営バス・神奈川中央交通の64・港64（磯子駅 - 笹堀 - 上大岡駅・港南台駅）と横浜京急バス磯6（杉田・磯子駅 - 森ヶ丘 - 上大岡駅）が残っている。
- 横浜 - 江ノ島線：横浜駅 - 日の出町 - 吉野町3丁目 - 上大岡駅 - 天神橋 - 平島 - 大船駅 - 常楽寺 - 北鎌倉駅 - 八幡宮前 - 鎌倉駅 - 江ノ島
  - 大船営業所、鎌倉営業所と共管。
- 杉田線：弘明寺 - 関ノ下 - 杉田
- 洋光台磯子線：磯子駅 - 杉田 - 栗木町 -  洋光台一丁目 - 日野団地入口 - 洋光台駅

### ・明治学院大学南門線
| 系統 | 運行区間                                                             |
| ---- | -------------------------------------------------------------------- |
| T8   | 戸塚駅 - 日立和敬寮前 - 実方塚 - 明治学院大学正門 - 明治学院大学南門 |

2005年11月12日に運行を開始した路線。鎌倉営業所との共管路線で、大半の便を鎌倉営業所が担当するものの一部の便は横浜営業所が担当していた。その名の通り大学関連輸送がメインであり、学校の行事や休日によってダイヤが異なってくるが、概ね平日日中は1時間に6本の間隔、土休日は終日1時間に4本の間隔で運行されていた。また、平日の14時 - 18時までの間、戸塚駅方面に急行バスが運行しており、明治学院大学南門・明治学院大学正門・戸塚駅にのみ停車していた。この間、急行バスの通過バス停では1時間に4本の間隔になる。2013年2月12日に一部の便（平日6便、土休日7便）が平島まで延伸されたが、平島発着便については全て鎌倉営業所が担当していた。廃止時期は不明。

## 車両
所属車両の社番は頭が3番台の3桁表記である。

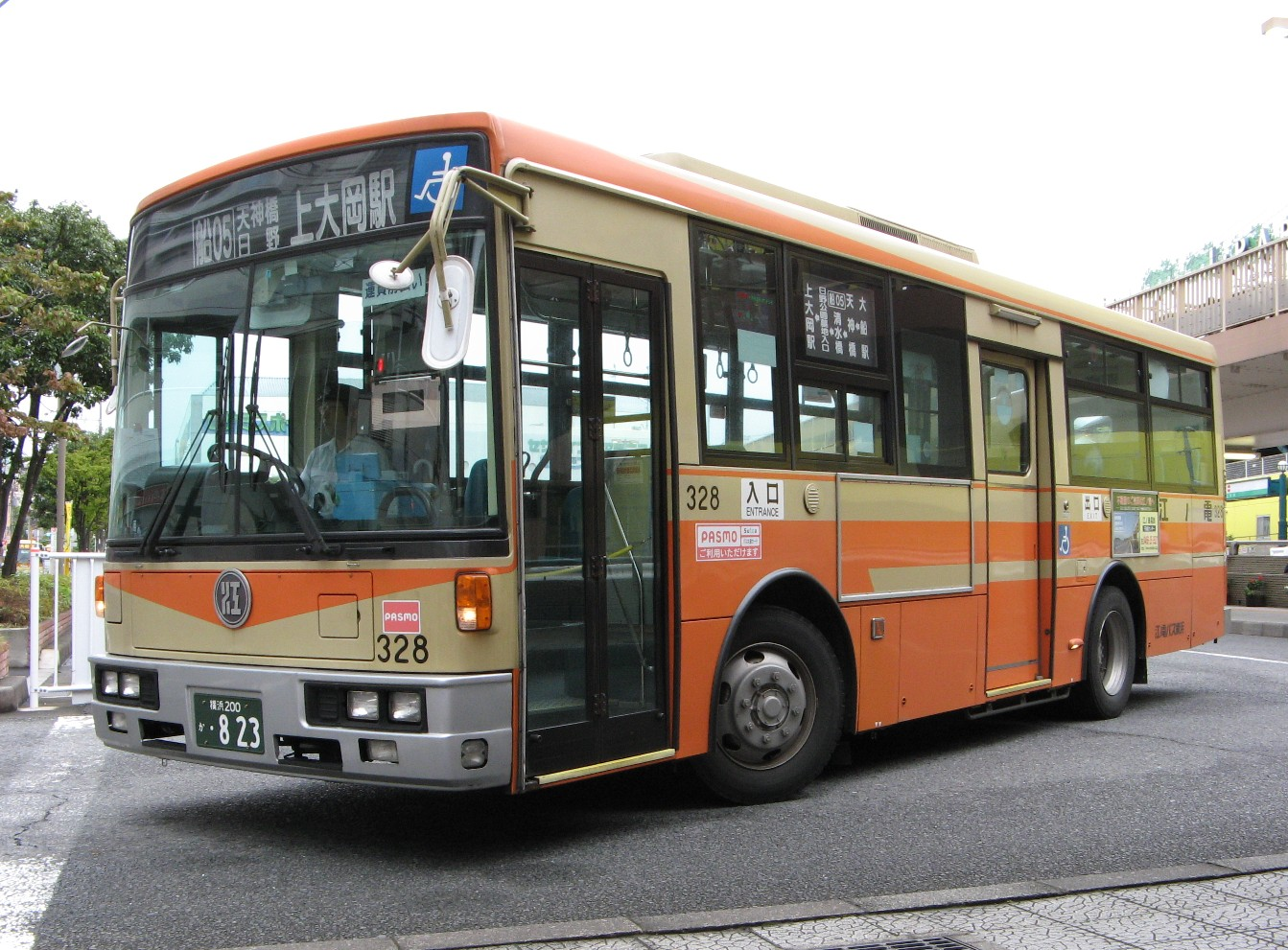
横浜営業所の車両

かつては藤沢営業所とともに日産ディーゼル製が主力で、基本的には長尺車が導入されていた。一時期サイズダウンした時期もあったが、近年では大型幅9m車や中型幅長尺車が製造されなくなったことと、混雑時の収容力に難があることから再び大型車の増備に切り替わり、ノンステップバスの導入も行われている。最近では、三菱ふそう製のOEM供給車であるスペースランナーAが1台配置され、2013年には三菱ふそう純製のエアロスターが横浜営業所初となる中扉四枚折戸装備で導入された。2011年のUDトラックスのバス事業撤退後の大型車は、湘南営業所と異なり三菱ふそうのみの導入となっており、2015年よりエアロスターノンステップバスを導入している。
桜道線・三井団地線用の小型車は日野ポンチョである。